# Paul Samuelson
Paul Anthony Samuelson (født 15. maj 1915 i Gary, Indiana, død 13. december 2009 i Belmont, Massachusetts) var en amerikansk økonom kendt for sine bidrag til mange områder af makroøkonomi. Han var den allerførste modtager, da John Bates Clark-medaljen, der blev givet hvert andet år til "den amerikanske økonom under 40 år, som vurderes at have ydet det vigtigste bidrag til økonomisk tankegang og viden", blev indstiftet i 1947. I 1970 fik han som den første amerikanske økonom Nobelprisen i økonomi, der  var blevet indstiftet året før, "for hans videnskabelige arbejde, hvor han har udviklet statisk og dynamisk økonomisk teori samt aktivt arbejdet for at højne niveauet af økonomisk analyse". Ifølge tidsskriftet The Economist var han formodentlig den mest indflydelsesrige økonom i anden halvdel af det 20. århundrede.

## Karriere
Han studerede ved University of Chicago og Harvard, hvorfra han i 1941 blev dr.phil. på disputatsen Foundations of Economic Analysis, der udkom som bog i 1947 og blev hans mest kendte og diskuterede værk. Samuelsons grundlæggende pointe var, at alle økonomiske emner har fællestræk, der kun afdækkes ved empirisk baseret forskning. Selv anvendte han bl.a. matematik i sin forskning. Han var tilhænger at at indføre borgerløn og var æresmedlem af Basic Income Earth Network. 
Fra 1940 til 1985 var han professor ved Massachusetts Institute of Technology. Ved siden af sit professorat fungerede Samuelson som økonomisk rådgiver for præsident John F. Kennedy. 

## Betydning
Paul Samuelson regnes som keynesianer - ifølge sit eget spøgefulde udsagn var han "cafeteria-keynesianer", hvormed skulle forstås, at han to de ideer fra keynesianismen, som han kunne lide, men ikke alle Keynes' tanker. Samuelson var en af hovedmændene bag den neoklassiske syntese, dvs. den tilgang, der blev fremherskende på mange universiteter fra 1950'erne, hvor neoklassiske begreber og tankegange fortsat blev anvendt inden for mikroøkonomi, mens makroøkonomien var domineret af en keynesiansk tilgang. Den første kendte anvendelse af begrebet den neoklassiske syntese var i Samuelsons toneangivende lærebog Economics i 1955.

## Lærebogen "Economics"
Samuelson var forfatter til lærebogen "Economics", der udkom første gang i 1948. Den er siden udkommet i foreløbig 19 udgaver (fra 1985 med den senere Nobelpristager i økonomi William Nordhaus som medforfatter). Den seneste udgave blev skrevet i 2009, Samuelsons dødsår. Lærebogen blev oversat til 41 sprog, har i alt solgt over 4 millioner eksemplarer og anses ofte for at være den bedst sælgende lærebog i økonomi nogensinde. Bogen introducerede lige efter krigen Keynes' økonomiske tanker til et større studenterpublikum, og i dens udgaver over årene kan man følge udviklingen i mainstream-tankegangen indenfor makroøkonomi.

## Privatliv
Samuelson var svoger til en anden Nobelprismodtager i økonomi Kenneth Arrow og onkel til den amerikanske økonom og finansminister under Bill Clinton Larry Summers.